# Adam Bellendir
Adam Bellendir (* 1889 in Köhler, Oblast Saratow; † 3. November 1937 im Sonderlager Solowezki, Oblast Archangelsk, Sowjetunion) war ein deutsch-russischer römisch-katholischer Geistlicher und Märtyrer. 

## Leben
Adam Bellendir stammte aus einer wolgadeutschen Familie des Bistums Tiraspol. Er besuchte das Priesterseminar in Saratow und wurde 1913 zum Priester geweiht. Die Stationen seines Wirkens waren Köhler, Schuck (Grjasnowatka), Frank und wieder Schuck, wo er von 1916 bis 1930 Pfarrer war. Am 10. Januar 1930 wurde er unweit der polnischen Grenze verhaftet, in das Moskauer Gefängnis Butyrka gebracht und am 20. April 1931 zu 10 Jahren Lagerhaft verurteilt. Er kam auf die Solowezki-Inseln, wurde am 9. Oktober 1937 zum Tode verurteilt und Anfang November 1937 erschossen.

## Gedenken
Die Römisch-katholische Kirche in Deutschland nahm Pfarrer Adam Bellendir als Märtyrer in das deutsche Martyrologium des 20. Jahrhunderts auf.